# Sophia Maier
Sophia Maier (geboren am 18. August 1987 in München) ist eine deutsche Kriegsreporterin, Investigativjournalistin und Autorin.

## Arbeit
Maier absolvierte ihr Masterstudium in Politikwissenschaft und Germanistik sowie Demokratiewissenschaft an der Universität Regensburg und arbeitete anschließend für die Huffpost Deutschland, wo sie unter anderem das Wirtschaftsressort leitete.
Sophia Maier arbeitete als Journalistin seit 2016 unter anderem für die TV-Formate #WHY und stern TV auf RTL, wo sie von Juli 2024 bis März 2025 auch Sonderkorrespondentin für RTL News war.
Sie erlangte Bekanntheit durch ihre Reportagen aus europäischen Flüchtlingslagern, die in der Fernsehsendung stern TV sowie von weiteren Medien aufgegriffen wurden. Im Flüchtlingslager Idomeni an der griechisch-mazedonischen Grenze war es ihr 2016 gelungen, während der Räumung verdeckt von vor Ort zu berichten.
Im Dezember 2018 schleuste sie sich in das Flüchtlingslager Moria auf der griechischen Insel Lesbos ein, um dort von Missständen zu berichten. Im März 2020 war sie undercover an der türkisch-griechischen Grenze und dokumentierte die dortigen Ausschreitungen. Nach der erneuten Taliban-Machtübernahme in Afghanistan war Maier eine der westlichen Journalistinnen, die von vor Ort berichtete.
Außerdem berichtete Maier über die Ausschreitungen in Chemnitz im September 2018. Sie erlebte vor Ort mehrfach Angriffe auf Journalisten. Als Medien infolgedessen über Presse- und Meinungsfreiheit in Deutschland berichteten, äußerte sie mehrfach ihre Einschätzung zu den Ausschreitungen. Maier berichtet seitdem regelmäßig von Demonstrationen in Deutschland mit den Schwerpunkten AfD, Neue Rechte und Rechtsextremismus.
Thematisch sind ihre Schwerpunkte Migration sowie Krisen- und Kriegsregionen im Nahen Osten. Sie produzierte Reportagen unter anderem aus dem Libanon, Syrien und Afghanistan. Auch aus dem Ukraine-Krieg berichtete Maier mehrfach.
Maier ist zu aktuellen gesellschaftlichen und politischen Themen regelmäßig Gast in Talksendungen.
Neben ihrer Tätigkeit als Reporterin arbeitet sie als Fotografin in Krisenregionen. Ihre Aufnahmen aus Ländern wie Nepal oder Griechenland wurden mehrfach in Ausstellungen präsentiert.

## Ehrenamtliches Engagement
Maier arbeitete regelmäßig in Krisengebieten als ehrenamtliche Helferin. Für die deutsche Hilfsorganisation Help – Hilfe zur Selbsthilfe war sie in Jordanien tätig.

## Mitgliedschaften
- Reporter ohne Grenzen
- Netzwerk Recherche

## Fernseharbeiten (Auswahl)
- 2018: Die Flüchtlingskinder von Moria (stern TV, RTL)
- 2019: Die Kinder von Aleppo (stern TV, RTL)
- 2020: Marie und die Musik, Kurzfilm des Projekts „Liebe in Zeiten von Corona“ (SWR)
- 2020: Kinderarbeit im Libanon (stern TV, RTL)
- 2021: „Die Taliban werden mich töten“ - Afghanistan nach der Machtübernahme (stern TV, RTL)
- 2022: Flucht vor den Taliban – Neuanfang einer Familie (stern TV, RTL)
- 2022: Warum wir bleiben – Frauen im Ukrainekrieg (#WHY, RTL)
- 2022: Ist unsere Demokratie in Gefahr? (#WHY, RTL)
- 2023: Geschäft mit dem Krebs – Der „BG-Mun'-Betrug“ (stern TV, RTL)
- 2023: Rückkehr zu den Frauen im Krieg (#WHY, RTL)
- 2023: Woher kommt der Frauenhass? (#WHY, RTL)
- 2024: Gefährliche Heilsversprechen – das perfide Geschäft mit dem Krebs (#WHY, RTL)
- 2024: 7 Tage Israel-Gaza-Krieg – auf der Suche nach Frieden (stern TV, RTL)

## Publikationen
- Herz aus Stacheldraht: Eine Kriegsreporterin über verlorene Menschlichkeit und die Doppelmoral des Westens. Komplett Media, München 2025, ISBN 978-3-8312-0646-9.

## Auszeichnungen und Ehrungen
- 2022: Medienlöwin in Silber des Österreichischen Journalistinnenkongresses für Frauen im Ukrainekrieg (#WHY)[10]
- 2023: Katholischer Medienpreis in der Kategorie Sonderpreis der Jury für Ist unsere Demokratie in Gefahr? (#WHY)[16]
- 2023: Top 10 der Journalisten des Jahres des Medium Magazin in der Kategorie Reportage National[17]
- 2024: Dr. Georg Schreiber-Medienpreis in der Kategorie Fernsehpreis für Geschäft mit dem Krebs – Der „BG-Mun“-Betrug (stern TV)[18]
- 2024: Constructive World Award, nominiert in der Kategorie „Peaceful Guidance“ für Rückkehr zu den Frauen im Krieg (#WHY)[19]
- 2024: Peter-Scholl-Latour-Preis der Ulrich-Wickert-Stiftung, nominiert für Rückkehr zu den Frauen im Krieg (#WHY)[20]
- 2024: Deutscher Menschenrechts-Filmpreis, nominiert in der Kategorie Magazin für Flucht vor den Taliban – Neuanfang einer Familie (stern TV)[21]
- 2024: Siebenpfeiffer-Preis für Ist unsere Demokratie in Gefahr? (#WHY)[22]
- 2024: Top 3 der Journalisten des Jahres des Medium Magazin in der Kategorie „Reportage National“[23]
- 2025: stern-Preis, Shortlist in der Kategorie Investigation für Gefährliche Heilsversprechen – das perfide Geschäft mit dem Krebs (#WHY)[24]
- 2025: Constructive World Award in der Kategorie „Universal Empowerment“ für Woher kommt der Frauenhass? (#WHY)[25]